# ガス・ケンワージー
ガス・ケンワージー（Gus Kenworthy、1991年10月1日 - ）は、イギリス生まれでアメリカ合衆国・テルライド育ちのフリースキーヤー。スロープスタイル・ハーフパイプ・ビッグエアの競技者。
ソチオリンピックではスロープスタイルで銀メダルを獲得し、スキースロープスタイル競技で初のトリプル(縦3回転)を決めた選手でもある。

## 生い立ち
2015年10月22日にFacebookを通して同性愛者であることを告白した。現在のパートナーは俳優・劇作家のマシュー・ウィルカスである。
趣味はスケートボード。
ソチオリンピックのときに、町を歩いていた野良犬の家族をペットとして引き取った。
親友に同い年のスキーヤーのボビー・ブラウンがいる。
2018年平昌オリンピックではスタート前にウィルカスとキスを交わすシーンがNBCなどを通じて放送され、「歴史的な『オリンピックキス』に心を揺さぶられてる」「こういう何気ない愛情表現の瞬間が、世界中のLGBTQに希望を与えてくれる」などと話題になった。結果は12位だったが、後にケンワージーは「メダルよりも大きなものを得ました」と語った。

## 戦歴
2011年、2012年、2013年、2014年、2015年と5年連続でAFPランキング1位(総合部門)。
- Winter X Games Aspen 2016  SKI Slopestyle  2nd
- Winter X Games Aspen 2016  SKI SuperPipe  2nd
- Winter X Games Aspen 2015  SKI SuperPipe  5th
- Winter X Games Aspen 2015  SKI Big Air  7th
- Winter X Games Aspen 2015  SKI Slopestyle  7th
- Winter X Games Aspen 2014  SKI SuperPipe  7th
- Winter X Games Aspen 2014  SKI Big Air  10th
- Winter X Games Aspen 2014  SKI Slopestyle  5th
- Winter X Games Tignes 2013  SKI SuperPipe  14th
- Winter X Games Tignes 2013  SKI Slopestyle  3rd
- Winter X Games Aspen 2013  SKI SuperPipe  16th
- Winter X Games Aspen 2013  SKI Big Air  5th
- Winter X Games Aspen 2013  SKI Slopestyle  10th
- Winter X Games Aspen 2012  SKI Slopestyle  4th
- Winter X Games Aspen 2012  SKI SuperPipe  14th
- Winter X Games Aspen 2012  SKI Big Air  5th
- Winter X Games Aspen 2011  SKI Slopestyle  8th
- Winter X Games Aspen 2011  SKI Big Air  9th

## スポンサー
- Nike
- Atomic